# Max Immelmann
Max Immelmann (21. září 1890 – 18. června 1916) byl německý stíhací pilot – letecké eso v první světové válce.

## Život
Immelmann se narodil v Drážďanech jako syn místního zámožného průmyslníka. Od mládí se zajímal o techniku.
Po ukončení školy v roce 1905 vstoupil jako kadet do armády k Eisenbahnregimentu v Berlíně. Byl zde však zklamán malým množstvím praktické technické práce. Od roku 1912 byl důstojnickým čekatelem – rezervistou. Mezi lety 1913 a 1914, studoval mechaniku na drážďanské technice.

### První světová válka
Když začala válka, byl Immelmann povolán do aktivní služby, převelen k letectvu (Luftstreitkräfte) a v listopadu byl poslán do výcvikového kurzu pilotů. Po ukončení byl poslán na frontu v Ardenách v severní Francii jako pilot průzkumného letounu u Fliegerabteilung 10. Pak byl převelen k Fliegerabteilung 62, vybavené letadly Fokker Eindecker, prvními stroji se synchronizovaným kulometem.
3. června 1915 byl jeho letoun poškozen v souboji s francouzským pilotem a Immelmann byl přinucen přistát. Podařilo se mu však bezpečně přistát až za německými liniemi. Za záchranu letounu byl vyznamenán Železným křížem druhé třídy. V roce 1915 se stal stíhacím pilotem.
Immelmann byl vynikající taktik a excelentní pilot. Byl prvním pilotem využívajícím výhodu útoku ze Slunce tak, aby o něm protivník do poslední chvíle nevěděl. V soubojích využíval maximálně i kinetické energie, rychlosti a výšky. Prováděl i akrobatické figury, z nichž některé jsou po něm pojmenovány (např. Immelmannův překrut).
Od počátku roku 1916 spolu s Oswaldem Boelckem létal Immelmann nad oblastí Flander.
Immelmann a Oswald Boelcke byli v lednu tohoto roku prvními piloty, které císař Vilém II. Pruský vyznamenal řádem Pour le Mérite, nejvyšším německým vyznamenáním. Medaile se díky tomu stala známou také jako Modrý Max.

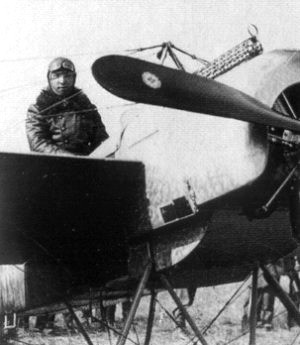
Max Immelmann v kokpitu letounu Fokker Eindecker

### Poslední let
Immelmann byl zabit při souboji nad městem Sallaumines v severní Francii 18. června 1916. Některé zdroje včetně německého letectva v té době uváděly, že jej omylem sestřelilo německé protiletadlové dělostřelectvo. Jiní (mezi nimi jeho bratr) věřili, že příčinou nehody byla fatální porucha zařízení na synchronizaci kulometu. V souladu s oficiální britskou zprávou byl Immelmann sestřelen letounem F.E.2b řízeným G.R. McCubbinem s J. H. Wallerem jako střelcem-pozorovatelem náležícím k 25. peruti Royal Flying Corps. Wallerovi byl sestřel oficiálně uznán, avšak ve statistikách německého letectva je dodnes uvedeno, že Immelann byl sestřelen dělostřeleckou palbou.
Immelmannovi bylo uznáno 17 vzdušných vítězství. Byl znám jako Der Adler von Lille.

## Vyznamenání

### Saské království
- Vojenský řád sv. Jindřicha, rytíř velitel, (30. 03. 1916) udělen po jeho 12. a 13. vítězství
- Vojenský řád sv. Jindřicha, rytíř (21. 09. 1915)
- Řád Albrechtův, rytířský kříž s meči
- Friedrich August Medal, stříbrný (15. 07. 1915) udělen za statečnost v boji s nepřítelem

### Pruské království
- Pour le Mérite (12. 01. 1916) uděleno za jeho osmé vítězství
- Železný kříž, I. třída (01. 08. 1915) udělen po jeho prvním vítězství
- Železný kříž, II. třída (03. 06. 1915) za úspěšnou průzkumnou misi s poručíkem von Teubernem (pozorovatelem).
- Královský hohenzollernský domácí řád, rytířský kříž s meči (listopad 1915)

### Bavorské království
- Bavorský vojenský záslužný řád, IV. třída (cca 06–12. 12. 1915)

### Různá německá vyznamenání
- Hamburský hanzovní kříž (15. 03. 1916) udělen po letecké obraně města Hamburku

### Ostatní vyznamenání
- Železný půlměsíc, (duben/květen 1916) (Osmanská říše)
- Imtiyaz Medal, ve stříbře (duben/květen 1916) (Osmanská říše)

údaje použity z: anglická Wikipedie-Max Immelmann/Orders and medals